# Artem Kyczak
Artem Iwanowycz Kyczak, ukr. Артем Іванович Кичак (ur. 16 maja 1989 w Winnicy) – ukraiński piłkarz, grający na pozycji bramkarza.

## Kariera piłkarska

### Kariera klubowa
Wychowanek klubów Nywa Winnica i Dynamo Kijów. 7 sierpnia 2006 debiutował w trzeciej drużynie Dynama w meczu z Nafkomem Browary, a 16 września 2007 w drugiej drużynie Dynama w meczu z klubem Feniks-Illiczoweć Kalinine. W lipcu 2013 po wygaśnięciu kontraktu z Dynamem został piłkarzem Wołyni Łuck. 29 czerwca 2016 przeniósł się do gruzińskiego Dinama Batumi, ale już po 2 dniach Wołyń ponownie zaprosiła go i wrócił do Łucka. 21 lipca 2017 przeszedł do Olimpika Donieck. 17 czerwca 2018 podpisał kontrakt z węgierskim MTK Budapest FC. 15 czerwca 2019 opuścił MTK. 9 stycznia 2020 wrócił do Olimpiku Donieck.

### Kariera reprezentacyjna
Występował w juniorskiej reprezentacji U-17 i U-19. W 2009 był powoływany do młodzieżowej reprezentacji Ukrainy, ale nie rozegrał żadnego meczu.